# انوی
انوی (عربی: إنوي) شرکت مخابرات مراکشی است، که در سال ۲۰۰۹ تأسیس شد.